# Сагіт Призрені
Сагіт Призрені (алб. Sahit Prizreni; нар. 23 лютого 1983, Кукес) — албанський борець вільного стилю, бронзовий призер чемпіонату світу, срібний призер чемпіонату Європи, учасник двох Олімпійських ігор.

## Біографія
Боротьбою займається з 1992 року. Був бронзовим призером чемпіонату Європи серед юніорів. До 2012 року виступав за збірну Албанії, з 2015 почав виступи за збірну Австралії.

## Спортивні результати на міжнародних змаганнях

### Виступи на Олімпіадах
| Змагання                    | Збірна    | Вагова категорія          | Місце |
| --------------------------- | --------- | ------------------------- | ----- |
| Літні Олімпійські ігри 2004 | Албанія   | вільна боротьба, до 60 кг | 17    |
| Літні Олімпійські ігри 2008 | Албанія   | вільна боротьба, до 60 кг | 15    |
| Літні Олімпійські ігри 2016 | Австралія | вільна боротьба, до 65 кг | 19    |

### Виступи на Чемпіонатах світу
| Змагання                        | Збірна  | Вагова категорія          | Місце  |
| ------------------------------- | ------- | ------------------------- | ------ |
| Чемпіонат світу з боротьби 2003 | Албанія | вільна боротьба, до 60 кг | 23     |
| Чемпіонат світу з боротьби 2007 | Албанія | вільна боротьба, до 60 кг | Бронза |
| Чемпіонат світу з боротьби 2010 | Албанія | вільна боротьба, до 60 кг | 18     |
| Чемпіонат світу з боротьби 2011 | Албанія | вільна боротьба, до 60 кг | 28     |

### Виступи на Чемпіонатах Європи
| Змагання                         | Збірна  | Вагова категорія          | Місце  |
| -------------------------------- | ------- | ------------------------- | ------ |
| Чемпіонат Європи з боротьби 2008 | Албанія | вільна боротьба, до 60 кг | 9      |
| Чемпіонат Європи з боротьби 2011 | Албанія | вільна боротьба, до 60 кг | Срібло |

### Виступи на інших змаганнях
| Змагання                                                         | Збірна    | Вагова категорія          | Місце  |
| ---------------------------------------------------------------- | --------- | ------------------------- | ------ |
| Середземноморські ігри 2001                                      | Албанія   | вільна боротьба, до 58 кг | 5      |
| Олімпійський кваліфікаційний турнір з боротьби 2004 (Братислава) | Албанія   | вільна боротьба, до 60 кг | 10     |
| Олімпійський кваліфікаційний турнір з боротьби 2004 (Софія)      | Албанія   | вільна боротьба, до 60 кг | 8      |
| Гран-прі Німеччини з боротьби 2004                               | Албанія   | вільна боротьба, до 66 кг | 5      |
| Міжнародний меморіал Дейва Шульца 2005                           | Албанія   | вільна боротьба, до 60 кг | Золото |
| Міжнародний меморіал Дейва Шульца 2007                           | Албанія   | вільна боротьба, до 60 кг | Срібло |
| Середземноморські ігри 2009                                      | Албанія   | вільна боротьба, до 66 кг | 5      |
| Турнір міста Сассарі 2011                                        | Албанія   | вільна боротьба, до 66 кг | 16     |
| Олімпійський кваліфікаційний турнір з боротьби 2012 (Тайюань)    | Албанія   | вільна боротьба, до 60 кг | 5      |
| Олімпійський кваліфікаційний турнір з боротьби 2012 (Гельсінкі)  | Албанія   | вільна боротьба, до 66 кг | 15     |
| Кубок Канади з боротьби 2015                                     | Австралія | вільна боротьба, до 65 кг | Золото |
| Олімпійський кваліфікаційний турнір з боротьби 2016 (Алжир)      | Австралія | вільна боротьба, до 65 кг | Срібло |

### Виступи на змаганнях молодших вікових груп
| Змагання                                       | Збірна  | Вагова категорія          | Місце  |
| ---------------------------------------------- | ------- | ------------------------- | ------ |
| Чемпіонат світу з боротьби серед кадетів 1999  | Албанія | вільна боротьба, до 50 кг | 16     |
| Чемпіонат Європи з боротьби серед кадетів 2000 | Албанія | вільна боротьба, до 54 кг | 4      |
| Чемпіонат Європи з боротьби серед юніорів 2002 | Албанія | вільна боротьба, до 54 кг | Бронза |